# Jason Winston George
Jason Winston George (ur. 9 lutego 1972 r. w Virginia Beach w stanie Wirginia) – amerykański aktor i model.

## Filmografia

### Filmy fabularne
- 1998: W sieci zła (Fallen) jako Chłopak w koledżu
- 2002: Zatrzymani w czasie (Clockstoppers) jako Richard
- 2002: Barbershop jako Kevin
- 2005: Czarownica (Bewitched) jako E! Anchor
- 2008: Wyścig jako Luke Harrison
- 2012: Trener bardzo osobisty (Playing for Keeps) jako Chip Johnston

### Seriale TV
- 1997–99: Sunset Beach jako Michael Bourne
- 1998: Zwariowana rodzinka (Moesha) jako Channing Lawrence
- 1999: Zwariowana rodzinka (Moesha) jako Channing Lawrence
- 2000: Roswell: W kręgu tajemnic jako Agent Matheson
- 2000–2001: Wybrańcy fortuny (Titans) jako Scott Littleton
- 2001: Przyjaciele (Friends) jako Strażak
- 2001–2002: Luz we dwóch (Off Centre) jako Nathan 'Status Quo'
- 2002: Jeremiah jako Kwame
- 2005: Gwiezdne wrota (Stargate SG-1) jako Jolan
- 2005: Bez śladu jako Adisa Teno
- 2006-07: Czas na Briana jako Jimmy
- 2007: Dr House jako Brock Hoyt
- 2007: Shark jako Ray Harkin
- 2007–2008: Ostry dyżur jako Ethan Mackiner
- 2008–2009: Eli Stone jako Keith Bennett
- 2009: CSI: Kryminalne zagadki Miami jako Steve Bowers
- od 2010: Chirurdzy (Grey’s Anatomy) jako dr Ben Warren
- 2011: Off the Map: Klinika w tropikach jako dr Otis Cole
- 2011: Castle jako Charles Kelvin
- 2011: Podkomisarz Brenda Johnson jako Marvin Evans
- 2011: Gotowe na wszystko jako barman Edgar
- 2013: Czarownice z East Endu (Witches of East End) jako detektyw Adam Noble
- 2013: Kochanki (Mistresses) jako Dominic Taylor